# Marenzelleria
Marenzelleria är ett släkte av ringmaskar som beskrevs av Mesnil 1896. Marenzelleria ingår i familjen Spionidae. Marenzelleria är invasiva i svenska vatten. Det första exemplaret i Östersjön upptäcktes 1985 och 1992 upptäcktes ett exemplar utanför Helsingborg. Det är troligt att släktet har kommit hit med barlastvatten från långtgående fartyg. 
Marenzelleria är havsborstmaskar som lever i leriga sediment i åmynningar och andra estuarier. Vanligast är att de återfinns på grunda mjukbottnar. Marenzelleria gräver gångar i bottensedimenten och blandar på så sätt om dem. Födan utgörs av döda växtplankton, bottenlevande påväxtalger och annat organiskt material.
Marenzelleria kan förekomma i stora tätheter. Från den polska kusten finns uppgifter om tätheter på upp till 30 000 individer per kvadratmeter. Genom Marenzellerias påverkan på bottensedimentet minskar dess förmåga att kvarhålla fosfor och den kan därmed förvärra övergödningssituationen i Östersjön.
Kladogram enligt Catalogue of Life och Dyntaxa:
| Marenzelleria | \| \| Marenzelleria arctia \| \| \| \| \| \| Marenzelleria jonesi \| \| \| \| \| \| Marenzelleria neglecta \| \| \| \| \| \| Marenzelleria wireni \| \| \| \| \| \| Marenzelleria viridis \| \| \| \| |
|               | \| \| Marenzelleria arctia \| \| \| \| \| \| Marenzelleria jonesi \| \| \| \| \| \| Marenzelleria neglecta \| \| \| \| \| \| Marenzelleria wireni \| \| \| \| \| \| Marenzelleria viridis \| \| \| \| |
|               | Marenzelleria arctia |
|               | |
|               | Marenzelleria jonesi |
|               | |
|               | Marenzelleria neglecta |
|               | |
|               | Marenzelleria wireni |
|               | |
|               | Marenzelleria viridis |
|               | |